# Hôpital de Purpan

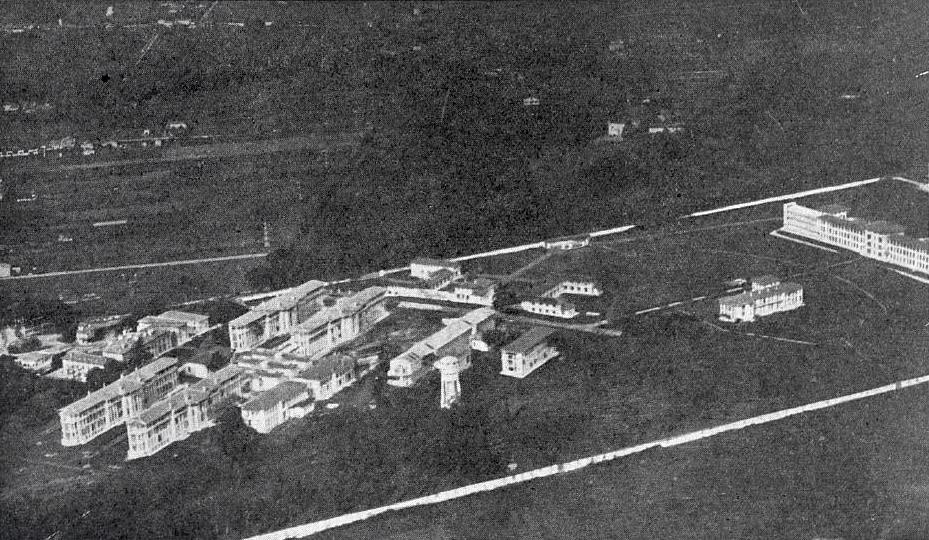
Vue aérienne de l'hôpital et de ses annexes, en février 1940.

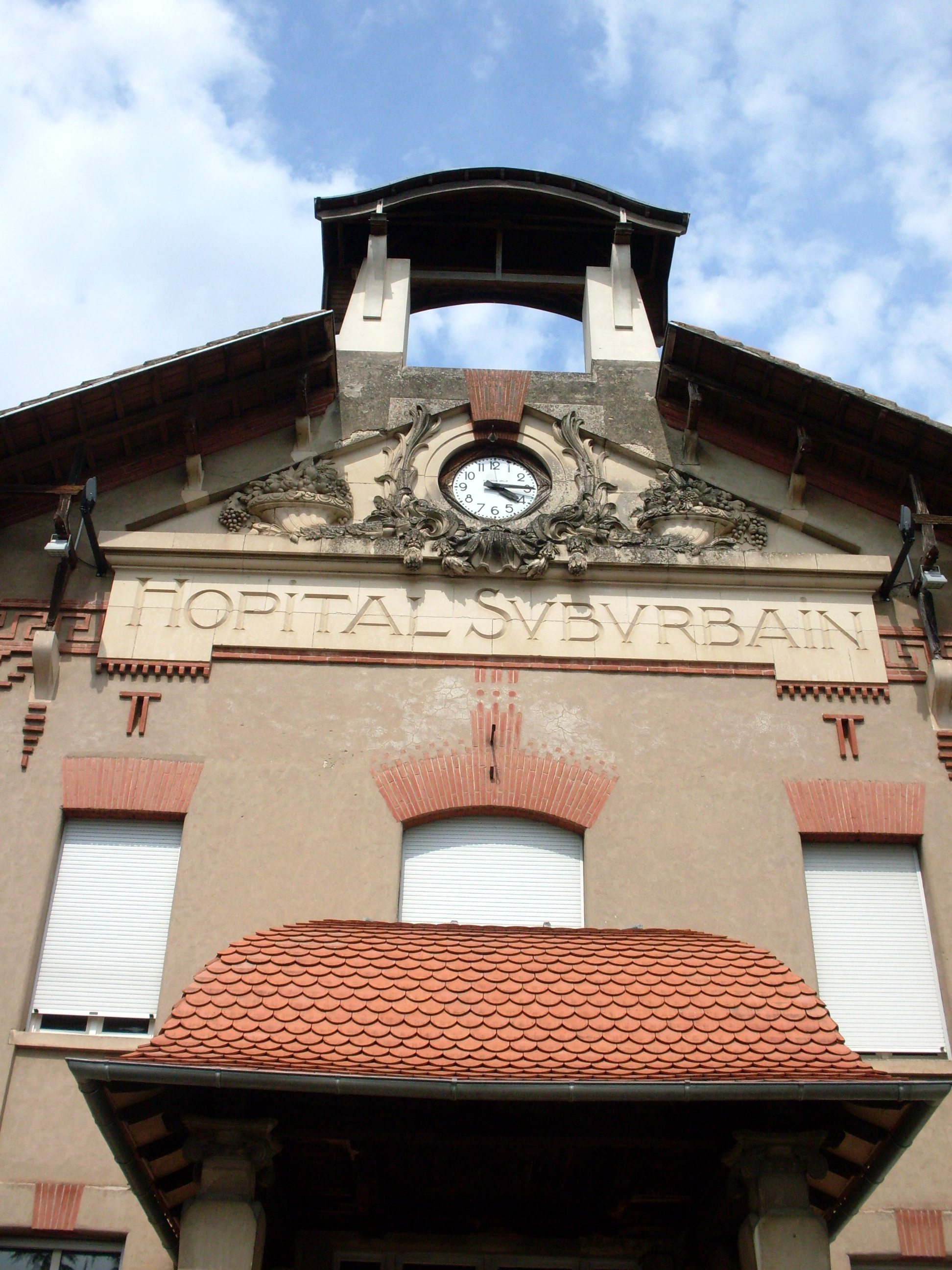
Façade du bâtiment à l'entrée, de nos jours.

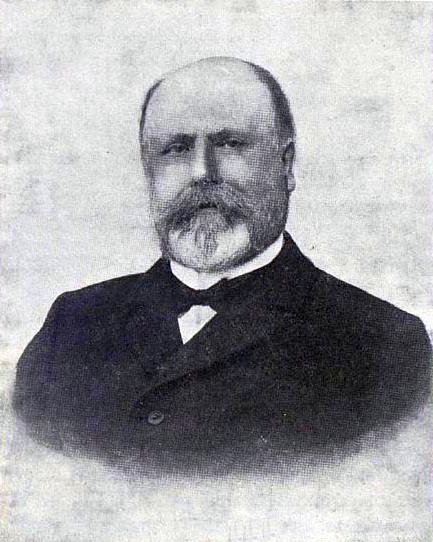
Le Professeur Auguste Guilhem, médecin chef honoraire des Hospices de Toulouse.

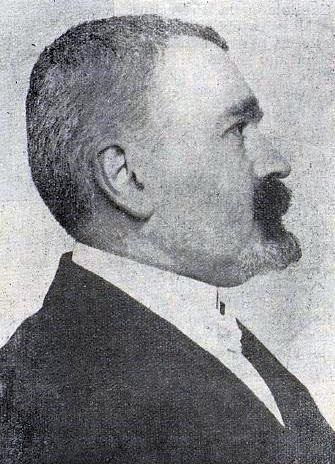
Le Docteur Joseph Baylac (1872-1935), administrateur des Hospices de Toulouse durant les années 1920, donne son nom à la place -et l'adresse- de l'entrée de l'Hôpital Purpan.

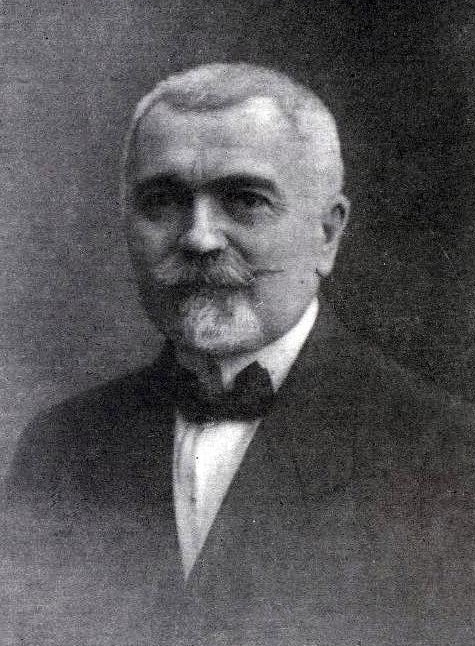
Le Professeur Joseph Baylac en 1935.

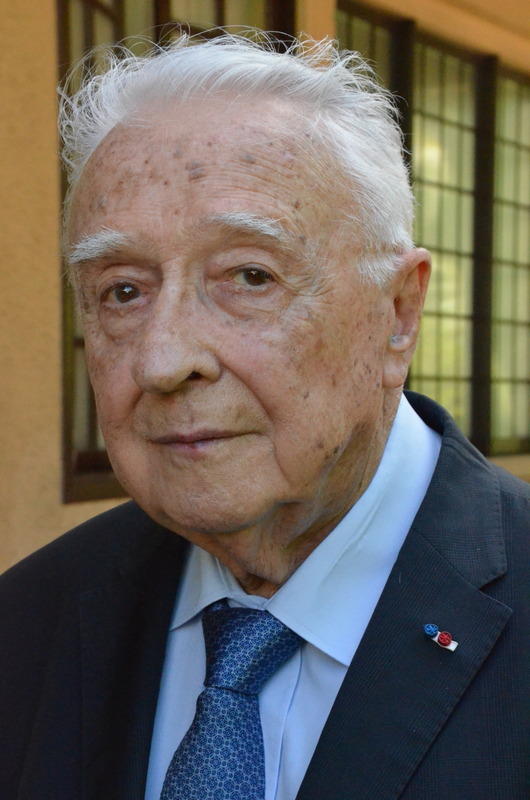
Le Professeur Louis Lareng, créateur des SAMU de France entre 1967 et 1968.

L’hôpital de Purpan est un établissement public de santé situé en France à Toulouse Haute-Garonne quartier de Purpan. Il fait partie du centre hospitalier universitaire de Toulouse.
Le site de Purpan regroupe plusieurs hôpitaux : Purpan, hôpital Pierre-Paul Riquet, Hôpital des Enfants, Hôpital Paule de Viguier, Nouvel Hôpital de Psychiatrie, Garonne / Villa Ancely- et Casselardit (Casselardit - Junod,).

## Histoire
C'est pour remplacer l’Hôtel-Dieu Saint-Jacques jugé trop petit et vétuste que fut décidée la création d'un nouvel hôpital suburbain en 1905 et ce n'est que le 25 septembre 1911 que fut posée la première pierre en présence de Jean Cruppi. Plusieurs pavillons sont construits, puis réquisitionnés pour le service de santé pendant la Première Guerre mondiale. 

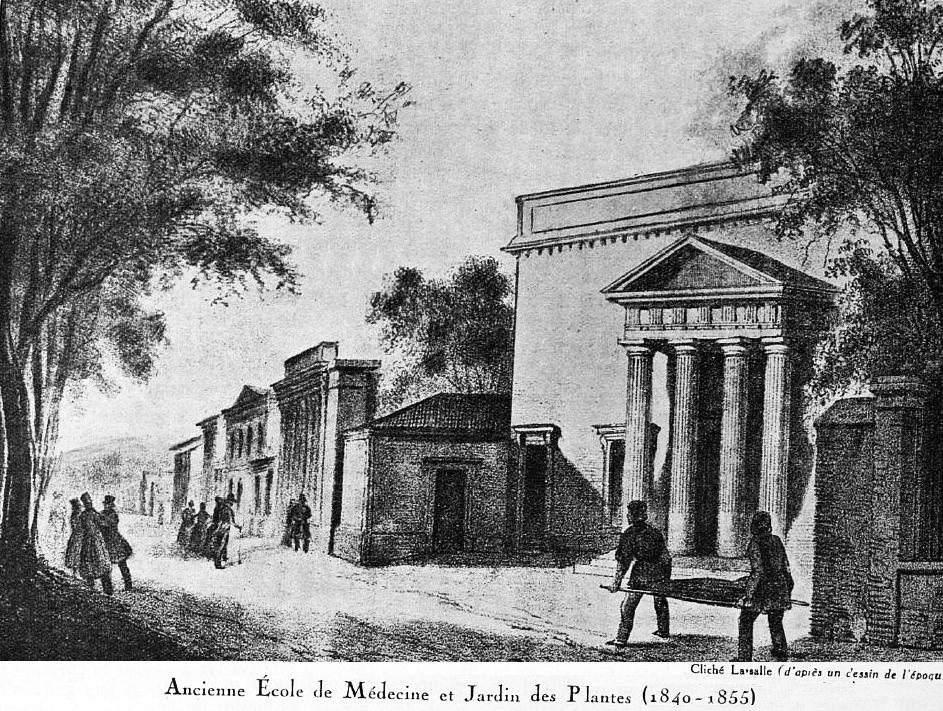
L'ancienne école de médecine du Jardin des Plantes (vers 1850).
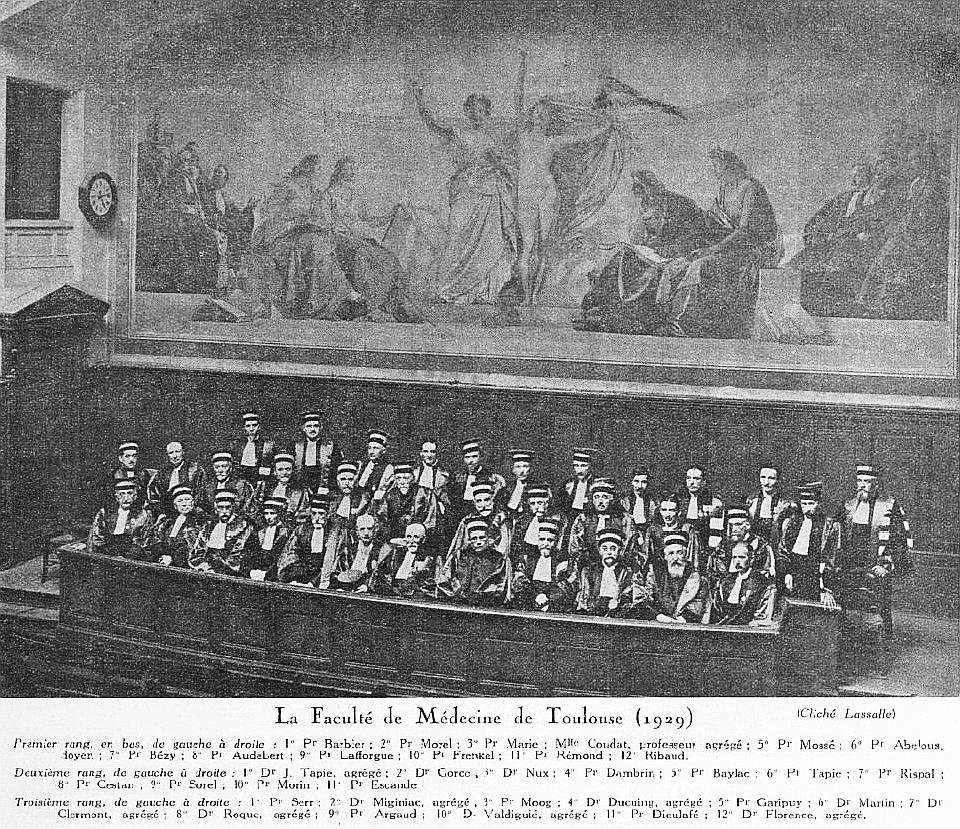
La Faculté de Médecine de Toulouse en 1929 (aux allées Jules Guesde).

À la sortie de la guerre, les travaux reprirent et l'inauguration officielle eut lieu pendant la Seconde Guerre mondiale alors qu'il était réquisitionné par les autorités militaires françaises le 17 mars 1940.
En 2009, débute la construction en interne de l’hôpital Pierre-Paul Riquet,, qui a ouvert ses portes le 7 avril 2014. 
Deux bâtiments compléteront cet ensemble : un bâtiment de psychiatrie qui a ouvert en fin d'année 2014 et l'ouverture d'un bâtiment des Urgences Réanimation Médecines ouvert en février 2015,.
Ce nouvel hôpital Pierre-Paul Riquet a été l’un des plus importants chantiers hospitaliers en France de ces dernières années : il totalise une superficie de 85 000 m2 et dispose d’une capacité de 600 lits et places.

## Accès
Ce site est desservi par la ligne T1 et par la ligne T2 du tramway : Station Purpan, les lignes de bus L2, 63 et 45, stations Hôpital Purpan ou Chardonnet, ainsi que la ligne 66.

## Services
Il regroupe de très nombreux pôles médicaux et chirurgicaux :
- pôle “anesthésie - réanimation” ;
- pôle “cardiovasculaire et métabolique” ;
- pôle “céphalique” ;
- pôle “digestif” ;
- pôle “enfants” ;
- pôle “femme, mère, couple” ;
- pôle “gériatrie - gérontologie” ;
- pôle “institut locomoteur” ;
- pôle “médecine d’urgences” ;
- pôle “neurosciences” ;
- pôle “odontologie” ;
- pôle “psychiatrie” ;
- pôle “spécialités médicales” ;
- pôle “urologie - néphrologie - dialyse - transplantations - brûlés - chirurgie plastique - explorations fonctionnelles et physiologiques” ;
- pôle “voies respiratoires”.

### Médecine
- Médecine de la reproduction
- Médecine interne
- Médecine interne, pavillon Dieulafoy, 3e étage
- Médecine interne et immunopathologie
- Médecine nucléaire
- O.R.L. et oto-neurologie
- Obstétrique
- Ophtalmologie
- Maladies infectieuses et tropicales
- Maladies professionnelles et environnementales
- Médecine du sport
- Rhumatologie
- Gynécologie
- Gastro-entérologie - hépatologie
- Hématologie
- Neurologie générale et maladies inflammatoires du système nerveux
- Neurologie vasculaire, pathologie neuro-dégénérative et explorations fonctionnelles du système nerveux
- Neuroradiologie diagnostique et thérapeutique

### Laboratoires
- Bactériologie, virologie, hygiène
- Biochimie
- Biologie cellulaire et cytologie
- Virologie
- Génétique médicale
- Hématologie
- Parasitologie - mycologie médicale
- Pharmacocinétique et toxicologie clinique
- Pharmacologie clinique
- Centre antipoison et de toxicovigilance
- Épidémiologie

### Chirurgie
- Chirurgie générale et digestive, unité Garonne
- Chirurgie générale et digestive, unité Pyrénées
- Chirurgie maxillo-faciale et plastique de la face
- Chirurgie orthopédique et traumatologique
- Neurochirurgie

### Anesthésie
- Anatomie et cytologie pathologique
- Anesthésie et réanimation polyvalente (adultes)

### Urgences
- SAMU - SMUR
- Urgences - service d'accueil
- Urgences psychiatriques
- Radiologie et imagerie médicale